# 車力分屯基地
座標: 北緯40度59分00秒 東経140度21分31秒 / 北緯40.98333度 東経140.35861度

津軽海峡周辺の海自（◆）・空自基地（▲）。1-松前警備所、2-松前警備所白神支所、3-竜飛警備所、4-函館基地隊、5-大湊基地、6-下北海洋観測所、7-車力分屯基地、8-大湊分屯基地

車力分屯基地（しゃりきぶんとんきち、JASDF Shariki Sub Base）とは、青森県つがる市富萢町屏風山1に所在し、第21高射隊等が配置されている航空自衛隊三沢基地の分屯基地である。分屯基地司令は第21高射隊長が兼務する。

## 配置部隊
北部航空方面隊隷下
- （北部高射群） - 地対空誘導弾パトリオットを運用。
  - 第21高射隊
  - 第22高射隊

防衛省直轄
- （航空システム通信隊）
  - （移動通信群）
    - 第4移動通信隊

## 沿革
- 1980年（昭和55年） - 車力分屯基地発足。ナイキ-Jを配備。
- 1991年（平成3年） - パトリオットに装備を更新。
- 2006年（平成18年） - アメリカ軍のAN/TPY-2レーダー設置。

## AN/TPY-2レーダーの配備
2007年6月にアメリカ軍の車力通信所が設置され、移動型XバンドレーダーであるAN/TPY-2レーダーが配備された。このレーダーは当初THAADミサイルシステムの一部として開発されたもので、北朝鮮による弾道ミサイル打ち上げを探知・精密追尾して、ミサイル防衛システムに情報が提供される。